# Ezequiel Miralles
Ezequiel Nicolas Miralles (ur. 21 lipca 1983 w Buenos Aires) – piłkarz argentyński grający na pozycji napastnika w meksykańskim klubie Atlante FC. Nosi przydomek "Super Mirage".